# Porte de ville (Castelnau-de-Montmiral)
La porte de ville (dite « porte des Garrics ») est une des portes fortifiées de la ville de Castelnau-de-Montmiral dans le département du Tarn, en région Occitanie.

## Description
La porte de ville est une porte charretière composé de deux voûtes en arc brisé. Elle possédait une herse comme en témoigne une rainure dans la voûte, ainsi qu'un machicoulis. On peut remarquer la présence de deux blasons. C'est une des trois portes restantes de la ville, sur les six originales. Selon la base Mérimée, elle date du XVe siècle, mais selon d'autres sources elle daterait plutôt du XIIIe siècle,.
Elle est inscrite au titre de Monument Historique par arrêté du 18 juin 1927.